# Cheilosia tarditas
Cheilosia tarditas är en tvåvingeart som först beskrevs av Harris 1780.  Cheilosia tarditas ingår i släktet örtblomflugor, och familjen blomflugor. Inga underarter finns listade i Catalogue of Life.